# ان‌جی‌سی ۳۸۹
ان‌جی‌سی ۳۸۹ (انگلیسی: NGC 389) نام یک کهکشان عدسی در صورت فلکی آندرومدا است.